# Erich Herker
Erich Otto Friedrich Herker (Belleben, 25 settembre 1905 – Berlino, 2 settembre 1990) è stato un hockeista su ghiaccio tedesco.

## Palmarès

### Olimpiadi invernali
- Bronzo a Lake Placid 1932 nell'hockey su ghiaccio.